# Julia Greville
Julia Emma Greville, nach Heirat Julia Emma Radley (* 18. Februar 1979 in Perth), ist eine ehemalige australische Schwimmerin. Sie gewann bei Olympischen Spielen eine Bronzemedaille, bei Weltmeisterschaften zwei Bronzemedaillen und bei Commonwealth Games eine Goldmedaille.

## Sportliche Karriere
Grevilles internationale Karriere begann bei den Pan Pacific Championships 1995, als sie den achten Platz im 200-Meter-Freistilschwimmen belegte. Mit der 4-mal-200-Meter-Freistilstaffel gewann sie die Silbermedaille. Bei den Olympischen Spielen 1996 in Atlanta erreichte Greville das Finale über 200 Meter Freistil und belegte den siebten Platz, wobei mit der Fünftplatzierten Susie O’Neill eine Australierin vor ihr lag. Die 4-mal-100-Meter-Freistilstaffel erreichte in der Besetzung Anna Windsor, Sarah Ryan, Lise Mackie und Julia Greville den Endlauf mit der achtschnellsten Zeit. Im Finale schwammen Sarah Ryan, Julia Greville, Lise Mackie und Susie O’Neill auf den sechsten Platz, hatten im Ziel aber fast vier Sekunden Rückstand auf die Bronzemedaille. Die 4-mal-200-Meter-Freistilstaffel schwamm im Vorlauf mit Julia Greville, Lisa Mackie, Emma Johnson und Susie O’Neill die drittbeste Zeit hinter den Staffeln aus den Vereinigten Staaten und aus Deutschland. Im Finale waren Julia Greville, Nicole Stevenson, Emma Johnson und Susie O’Neill fast vier Sekunden schneller als die Vorlaufstaffel und schlugen als Dritte an. Alle fünf beteiligten Schwimmerinnen erhielten eine Bronzemedaille.
1997 gewann Greville eine Bronzemedaille mit der 4-mal-200-Meter-Freistilstaffel bei den Kurzbahnweltmeisterschaften. 1998 fanden die Weltmeisterschaften auf der 50-Meter-Bahn in Grevilles Heimatstadt Perth statt. Über 200 Meter Freistil gewann sie die Bronzemedaille hinter Claudia Poll aus Costa Rica und der Slowakin Martina Moravcová, wobei Greville nur eine Hundertstelsekunde vor Tsai Shu-Min aus Taiwan anschlug. Über 400 Meter Freistil erreichte Greville den fünften Platz. Die australische 4-mal-200-Meter-Freistilstaffel mit Petria Thomas, Susie O’Neill, Anna Windsor und Julia Greville erkämpfte die Bronzemedaille hinter den Staffeln aus Deutschland und aus den Vereinigten Staaten. Ein halbes Jahr später belegte Greville bei den Commonwealth Games 1998 in Kuala Lumpur den vierten Platz über 400 Meter Freistil und den siebten Platz über 200 Meter Freistil. Die australische 4-mal-200-Meter-Freistilstaffel mit Anna Windsor, Julia Greville, Lori Munz und Susie O’Neill gewann die Goldmedaille mit über sechs Sekunden Vorsprung vor den Engländerinnen. Im Jahr darauf trat Greville noch einmal bei den Kurzbahnweltmeisterschaften 1999 an und gewann für ihren Vorlaufeinsatz eine Bronzemedaille mit der 4-mal-200-Meter-Freistilstaffel.